# Toshiba Corporation
Toshiba Corporation (株式会社東芝 Kabushiki-gaisha Tōshiba) (børsnoteret som TYO: 6502
, OSE: 6502, NSE: 6502, LSE: TOS
), tidligere navngivet Tokyo Shibaura Electric K.K. (efter Shibauradistriktet i Tokyo), er et japansk multinationalt industrikonglomerat. Virksomheden udvikler, fremstiller, sælger og servicerer produkter indenfor elektronik, elektrisk udstyr og informationsteknologi. Hovedsædet er i Minato, Tokyo, Japan. Koncernen havde i 2011 212.000 medarbejdere og en omsætning på 6.398 mia. Yen. I Danmark er virksomheden primært kendt for sine computere, tv og optiske drev.
I 2010 var Toshiba verdens femtestørste producent af pc'er (efter Hewlett-Packard, Dell, Acer og Lenovo). Samme år var koncernen også verdens fjerdestørste producent af halvledere (efter Intel Corporation, Samsung Electronics og Texas Instruments).

## Historie

### 19. og 20. århundrede
Toshiba er grundlagt ved en sammenlægning af de to virksomheder i 1939.
Den første Tanaka Seisakusho (Tanaka Engineering Works), var Japans første producent af telegrafudstyr og blev etableret af Tanaka Hisashige i 1875.
I 1904 skiftede virksomheden navn til Shibaura Seisakusho (Shibaura Engineering Works). Gennem første del af det 20. århundrede blev Shibaura Engineering Works en betydelig producent af tunge elektriske maskiner, samtidig med at Japan blev moderniseret gennem Meiji Era og blev til en af verdens industrimagter.
Den anden virksomhed, Hakunetsusha, blev etableret i 1890 og var Japans første producent af lamper med glødepære. Den udbredte forretningsområderne til fremstilling af andre forbrugerprodukter og i 1899 blev virksomhedens navn ændret til Tokyo Denki (Tokyo Electric).
Sammenlægningen i 1939 af Shibaura Seisakusho og Tokyo Denki skabte en ny virksomhed kaldet Tokyo Shibaura Denki (Tokyo Shibaura Electric) (東京芝浦電気). Den fik hurtigt kælenavnet Toshiba, men navnet blev ikke officielt før 1978, hvor virksomheden officielt skiftede navn til Toshiba Corporation.
Koncernen ekspanderede stærkt via. international vækst og overtagelser, der blev købt ingeniør- og industrivirksomheder i 1940'erne og 1950'erne og datterselskaber blev fraspaltet i 1970'erne og ud. Nye koncerner inkluderer Toshiba EMI (1960), Toshiba International Corporation (1970) Toshiba Electrical Equipment (1974), Toshiba Chemical (1974), Toshiba Lighting and Technology (1989), Toshiba America Information Systems (1989) og Toshiba Carrier Corporation (1999).
Toshiba har været først på den japanske marked med en række produkter. Radaren (1942), TAC digital computer (1954), transistor-tvet og mikroovnen (1959), videotelefonen (1971), Japanese word processor (1978), MRI system (1982), bærbare computer (1986), NAND EEPROM (1991), DVD (1995), Libretto sub-notebook personal computer (1996) og HD DVD (2005).
I 1977 fusionerede Toshiba med den brasilianske virksomhed Semp (Sociedade Eletromercantil Paulista) og skabte Semp Toshiba Arkiveret 14. juli 2016 hos  Wayback Machine.
I 1987 blev Toshiba-datterselskabet Tocibai Machine beskyldt for illegalt salg af CNC-fræsere til brug for produktion af meget støjsvage ubådspropeller til Sovjet Unionen i strid med CoComaftalen, en international embargo mod bestemte COMECONlande. Senatoren i Pennsylvania John Heinz sagde "What Toshiba and Kongsberg did was ransom the security of the United States for $517 million."

### 21. århundrede
I 2001 indgik Toshiba en kontrakt med Orion Electric, en af verdens største OEM forbrugervideoelektronik producenter og leverandører om fremstilling af TV og videoprodukter for Toshiba til forbrugermarkedet i Nordamerika. Kontrakten endte i 2008, efter 7 års OEM produktion med Orion.
I december 2004 indstillede Toshiba produktionen af traditionelle billedrørstv. I 2006 indstillede Toshiba produktionen af plasmatv. For at sikre kokurrencedygtighed i fremtidens skærm- og tvmarked overvejer Toshiba at investere i en ny skærmteknologi kaldet SED.
Før Anden Verdenskrig var Toshiba medlem af Mitsui zaibatsu (vertikal familieejet virksomhed]). Efter krigen blev Toshiba medlem af Mitsui keiretsu (en række virksomheder med overlappende forretningsforhold og aktionærer). I dag er virksomheden uafhængig men stadig med tætte bånd til bl.a. Mitsui Bank og andre medlemmer af keiretsuen. Medlemskab af en keiretsu har traditionelt betydet loyalitet til de øvrige medlemmer af keiretsuen.
I juli 2005 bekræftede BNFL planerne om at sælge Westinghouse Electric Company. Udbuddet tiltræk en række interesserede købere bl.a. Toshiba, General Electric and Mitsubishi Heavy Industries. Toshiba bød mest og overtog i 2006 en af verdens største producenter af atomreaktorer.
I januar 2009 overtog Toshiba HDD forretningen fra Fujitsu.

## Organisationsstruktur
Toshiba er organiseret i følgende divisioner og datterselskaber:
- Digital Products Group

- Digital Products and Services Company (Elektronik til forbrugere og erhverv: TV, PC, mobiltelefon, osv.)
- Network & Solution Control Center
- Toshiba TEC Corporation

- Electronic Devices & Components Group

- Semiconductor & Storage Products Company

- Discrete Semiconductor Division
- Analog & Imaging IC Division
- Logic LSI Division
- Memory Division
- Storage Products Division
- Center For Semiconductor Research & Development

- ODD Division (partnerskab mellem ODD divisionen og Samsung Electronics som Toshiba Samsung Storage Technology Corporation)
- Toshiba Mobile Display Co., Ltd. (This company will be merged with Hitachi Displays, Ltd. and Sony Mobile Display Corporation to form Japan Display Inc. in Spring of 2012.)

- Infrastructure Systems Group

- Power Systems Company (gaskraftværker, atomkraftværker, vandkraftværker, og associerede komponenter)

- Nuclear Energy Systems & Services Division
- Westinghouse Electric Company (overtaget oktober 2006)
- Thermal & Hydro Power Systems & Services Division
- Power and Industrial Systems Research and Development Center

- Social Infrastructure Systems Company

- Transmission & Distribution Systems Division
- Railway & Automotive Systems Division
- Railway Systems Division
- Automotive Systems Division
- Motor & Drive Systems Division
- Automation Products & Facility Solution Division
- Defense & Electronic Systems Division
- Environmental Systems Division

- Toshiba Elevator and Building Systems Corporation
- Toshiba Solutions Corporation
- Toshiba Medical Systems Corporation

- Toshiba Consumer Electronics Holdings Corporation (home appliances)

- Toshiba Home Appliances Corporation
- Toshiba Lighting & Technology Corporation
- Harison Toshiba Lighting Corporation
- Toshiba Carrier Corporation

- Øvrige

- New Lighting Systems Division
- Smart Community Division
- Materials & Devices Division

## Produkter, services og standarder
Toshiba tilbyder en lang række af af produkter og services inklusiv aircondition, forbrugerelektronik (inklusiv tv, DVD- og Blu-ray-afspillere ), kontrolsystemer (inklusiv luftfarts-kontrolsystemer, jernbanesystemer, sikkerhedssystemer og trafikkontrol-systemer), udstyr til elektronisk salg, elevatorer og rulletrapper, home appliances (inklusiv køleskabe og vaskemaskiner), IT services, lys, materialer og elektroniske komponenter, medicinsk udstyr (inklusiv CT og MRI scannere, ultralydsudstyr og røntgenudstyr), kontorudstyr, pc'er, halvledere, elsystemer (inklusiv elektriske turbiner, brændselsceller og atomreaktorer) elektricitets transmissions og distributionssystemer, og TFT-skærme.

## Hardisk produktion
Toshiba er en stor producent af både interne og eksterne hardiske, som passer til både computere og konsoller, samt de eksterne hardiske som kan tilsluttes til begge via et USB-kabel. I 2012 indgik Toshiba en aftale med Western Digital( Western Digital var et firma som producerede Hardiske) om et køb. Købet af Western Digital udvidede Toshiba's Hardisk prodution. 

## 3D tv
I december 2010 lancerede Toshiba sine første 3D tv.

### HD DVD
Toshiba har udviklet HD DVD-formatet som skulle afløse DVD-formatet. HD DVD-formatet var i direkte konkurrence med Sony's Blu-ray-format.
9. februar 2008 annoncerede Toshiba, at de droppede HD DVD formatet Fordi der ikke var nok filmstudier som ville understøtte formatet. 